# São Sebastião do Alto
São Sebastião do Alto är en kommun i Brasilien.   Den ligger i delstaten Rio de Janeiro, i den sydöstra delen av landet, 900 km sydost om huvudstaden Brasília. Antalet invånare är 8 906.
Omgivningarna runt São Sebastião do Alto är huvudsakligen savann. Runt São Sebastião do Alto är det ganska glesbefolkat, med 25 invånare per kvadratkilometer.